# Foppe Gabbe Scheltema
Foppe Gabbe (Fop) Scheltema (Groningen, 1 december 1891 - Amsterdam, 1 februari 1939) was een Nederlands jurist, hoogleraar handelsrecht aan de Rijksuniversiteit Leiden van 1923 tot 1927 en hoogleraar staatsrecht aan de Universiteit van Amsterdam van 1927 tot 1930, afgewisseld met handelsrecht vanaf 1930.

## Biografie
Na de HBS in Groningen studeerde hij rechten te Groningen van 1910 tot 1916 en promoveerde in 1916 op het proefschrift Overheidszorg voor waterstaatswerken. Hij was enige tijd werkzaam op het provinciehuis in Groningen en in de advocatuur in Rotterdam. In 1923 volgde academische carrière met zijn benoeming tot hoogleraar in Leiden, als opvolger van Adriaan Synco Oppenheim. In 1927 stapte hij over naar de Universiteit van Amsterdam vanwege een slepend conflict met zijn naaste collega Eduard Meijers: in de "vechtscheiding" van Scheltema en zijn vrouw had Meijers de kant van de vrouw gekozen, en het conflict liep zo hoog op dat de twee niet meer konden samenwerken. De plotseling ontstane vacature in Leiden werd opgevuld door R.P. Cleveringa. Aan de UvA doceerde Scheltema van 1927 tot 1930 staatsrecht, administratief recht van Nederland en burgerlijke rechtsvordering (er was een vacature vanwege het vertrek van Roelof Kranenburg naar Leiden) en vanaf 1930 handelsrecht en burgerlijke rechtsvordering.
Zijn hoofdwerk bestaat uit het wissel- en chequerecht, dat het derde deel vormt van Polaks Handboek voor het Nederlandsche handels- en faillissementsrecht (1932). Zijn bewerking van het Nederlandsch burgerlijk bewijsrecht werd na zijn dood voltooid door zijn broer, Herman Jan Scheltema. De wet van 27 juli 1931 (Stbl. 320 en 321), over berging en strandvonderij, is van zijn hand. Hij werd als hoogleraar opgevolgd door Marcel Henri Bregstein.

## Persoonlijk
Foppe Scheltema was een telg uit het geslacht Scheltema en zoon van Gabbe Scheltema, hoogleraar in de kindergeneeskunde te Groningen, en Anna Berendina Alting. Zijn jongere broer mr. Herman Jan Scheltema (1906-1981) werd later hoogleraar rechtsgeschiedenis aan de Rijksuniversiteit Groningen. Hij huwde op 17 april 1918 met de arts dr. Hilda Johanna Henderika Schönfeld (1891-1991). Uit dit huwelijk werden drie dochters geboren. Na ontbinding van dat huwelijk (10 augustus 1927) hertrouwde hij op 5 augustus 1930 met de juriste mr. Henrica Margaretha Blase (1904-1965). Uit dit tweede huwelijk werden twee zoons en een dochter, Marietje d'Hane-Scheltema, geboren.
- Biografisch Portaal: 42201548
- Digitale Bibliotheek voor de Nederlandse Letteren: sche326
- International Standard Name Identifier: 0000 0003 9831 3998
- Library of Congress Control Number: n88060845
- Nederlandse Thesaurus van Auteursnamen: 068380887
- Virtual International Authority File: 238413518
- WorldCat: E39PBJqqrHcY44TFQVdqrJH6Kd